# Марі Кореллі
Марія Кореллі (італ. Maria Corelli, англ. Marie Corelli; власне Мері Маккей (англ. Marie Corelli; 1 травня 1855 — 21 квітня 1924) — англійська письменниця й поетеса. У 1890-ті її книги продавалися більшими тиражами, ніж всі твори Кіплінга, Конан Дойла і Веллса, разом узяті.

## Життєпис
Марія Кореллі народилася в родині шотландського поета Чарльза Маккея 1 травня 1855 року.

### Творчість
Перша книга Кореллі «Роман двох світів» (англ. «A Romance of Two Worlds», 1886) мала великий успіх. За нею послідували «Вендетта» (1886), «Тельма» (1887), «Варавва» (англ. «Barabbas», 1893), «Спокута Сатани» (
англ. «The sorrows of Satan», 1895). Останній екранізований Гриффітом і Дреєром.

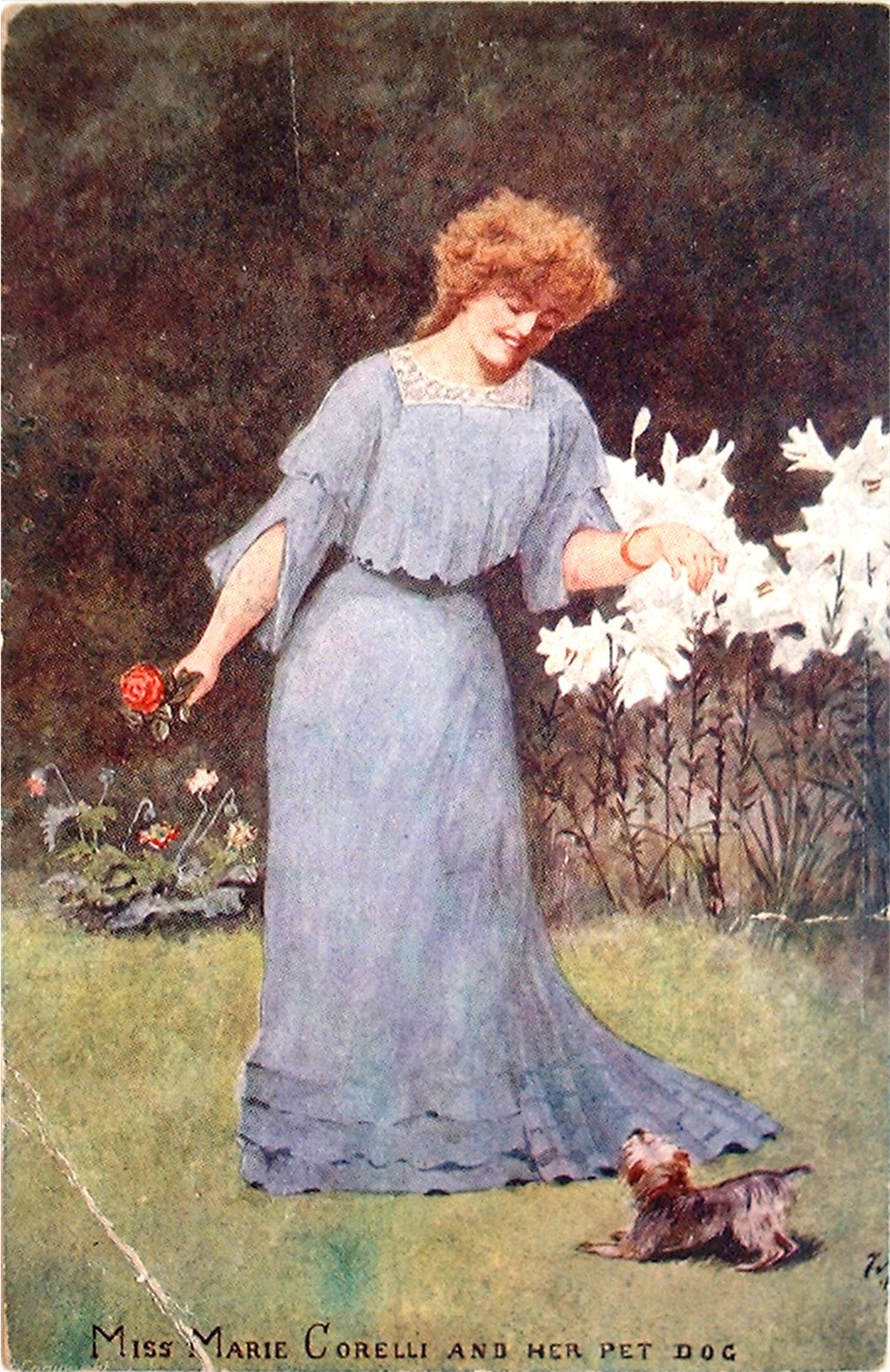
Міс Марі Кореллі та її домашня собака

Проза Марії Кореллі насичена теософськими поняттями: гіпнозом, переселенням душ, астральними тілами і т. ін. Романи Кореллі припали до смаку величезній кількості простих читачів. У 1890-і рр. її книги продавалися більшими тиражами, ніж всі твори Кіплінга, Конан Дойла і Веллса, разом узяті.
Твори, однак, критикували за плоскість героїв, слабкі діалоги, розтягнутість сюжету. Серйозні англійські критики ставилися до Кореллі негативно, і романістка вела з ними запеклу війну.

Останні роки життя Кореллі провела в Стратфорді-на-Ейвоні, де витратила багато сил і грошей на відновлення історичного вигляду міста, як воно виглядало за часів Шекспіра; в будинку Кореллі в Стратфорді зараз знаходиться Шекспірівський інститут.

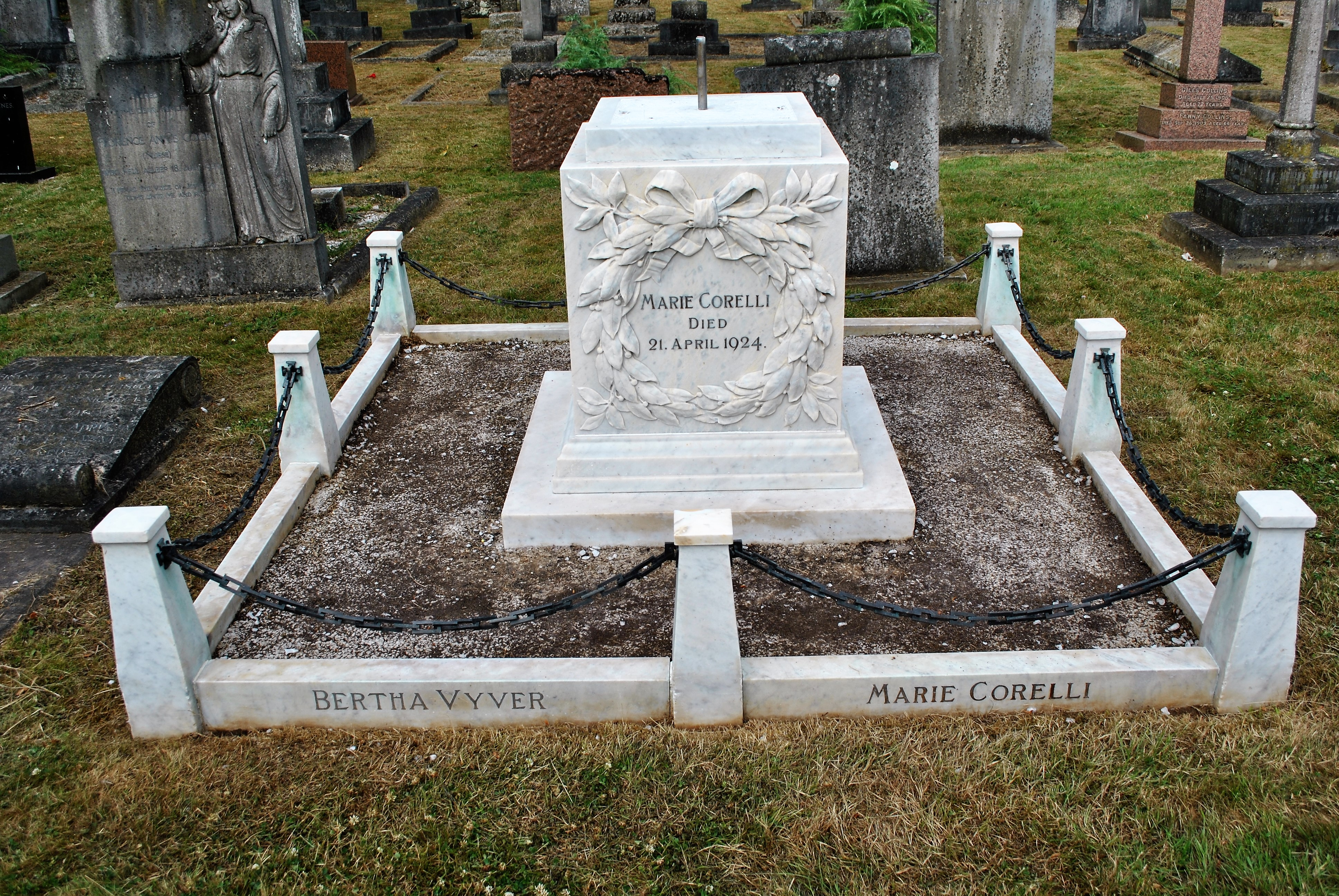
Марі Кореллі померла у Стратфорді і похована там на кладовищі Евешем-Роуд.

Кореллі багато в чому посприяла створенню легенди про прокляття фараонів. На початку квітня 1923 року вона опублікувала попередження про те, що «найжорстокіше покарання чекає незваного гостя, що увійшов до гробниці», через кілька днів після публікації якого помер Джордж Карнарвон. Її стаття була підхоплена газетами і завдяки інтересу до виявлення гробниці Тутанхамона і обставинах загибелі учасників експедиції феномен прокляття фараонів став розхожим медійним чином.

### Романи
- A Romance of Two Worlds (1886)
- Vendetta!; or, The Story of One Forgotten (1886)
- Thelma (1887)
- Ardath (1889)
- Wormwood: A Drama of Paris (1890)
- The Soul of Lilith (1892)
- Barabbas, A Dream of the World's Tragedy (1893)
- The Sorrows of Satan (1895)
- The Mighty Atom (1896)
- The Murder of Delicia (1896)
- Ziska: The Problem of a Wicked Soul (1897)
- Boy (1900)
- Jane (1900)
- The Master-Christian (1900)
- Temporal Power: a Study in Supremacy (1902)
- God's Good Man (1904)
- The Strange Visitation of Josiah McNasson: A Ghost Story (1904)
- Treasure of Heaven (1906)
- Holy Orders, The Tragedy of a Quiet Life (1908)
- Life Everlasting (1911)
- Innocent: Her Fancy and His Fact (1914)
- The Young Diana (1918)
- The Secret Power (1921)
- Love and the Philosopher (1923)
- Open Confession to a Man from a Woman (1925)

### Оповідання
- Cameos: Short Stories (1895)
- The Song of Miriam & Other Stories (1898)
- A Christmas Greeting (1902)
- Delicia & Other Stories (1907)
- The Love of Long Ago, and Other Stories (1918)

### Не фантастика
- The Modern Marriage Market (1898) (with others)
- Free Opinions Freely Expressed (1905)
- The Silver Domino; or, Side Whispers, Social & Literary (1892) (anonymous)

## Інші твори

### Фільми
- Vendetta (1915)
- Thelma (1916) 20th Century Fox 1918, I.B. Davidson 1922 Chester Bennett
- Wormwood (1915) 20th Century Fox
- Temporal Power (1916) G.B. Samuelson
- God's Good Man (1919) Stoll Films
- Holy Orders (1917) I.B. Davidson
- Innocent (1921) Stoll Films
- The Young Diana (1922) Paramount Pictures
- The Sorrows of Satan (1926) Paramount

### Театральні постановки
- Vendetta (2007)
- The Young Diana (2008)

## Переклади українською
- Спокута Сатани: Пер. з англ. Л. Хворост.- Харків: Книжный клуб «Клуб Сімейного Дозвілля», 2006.- 432с.